# Historia kolei w Szwajcarii

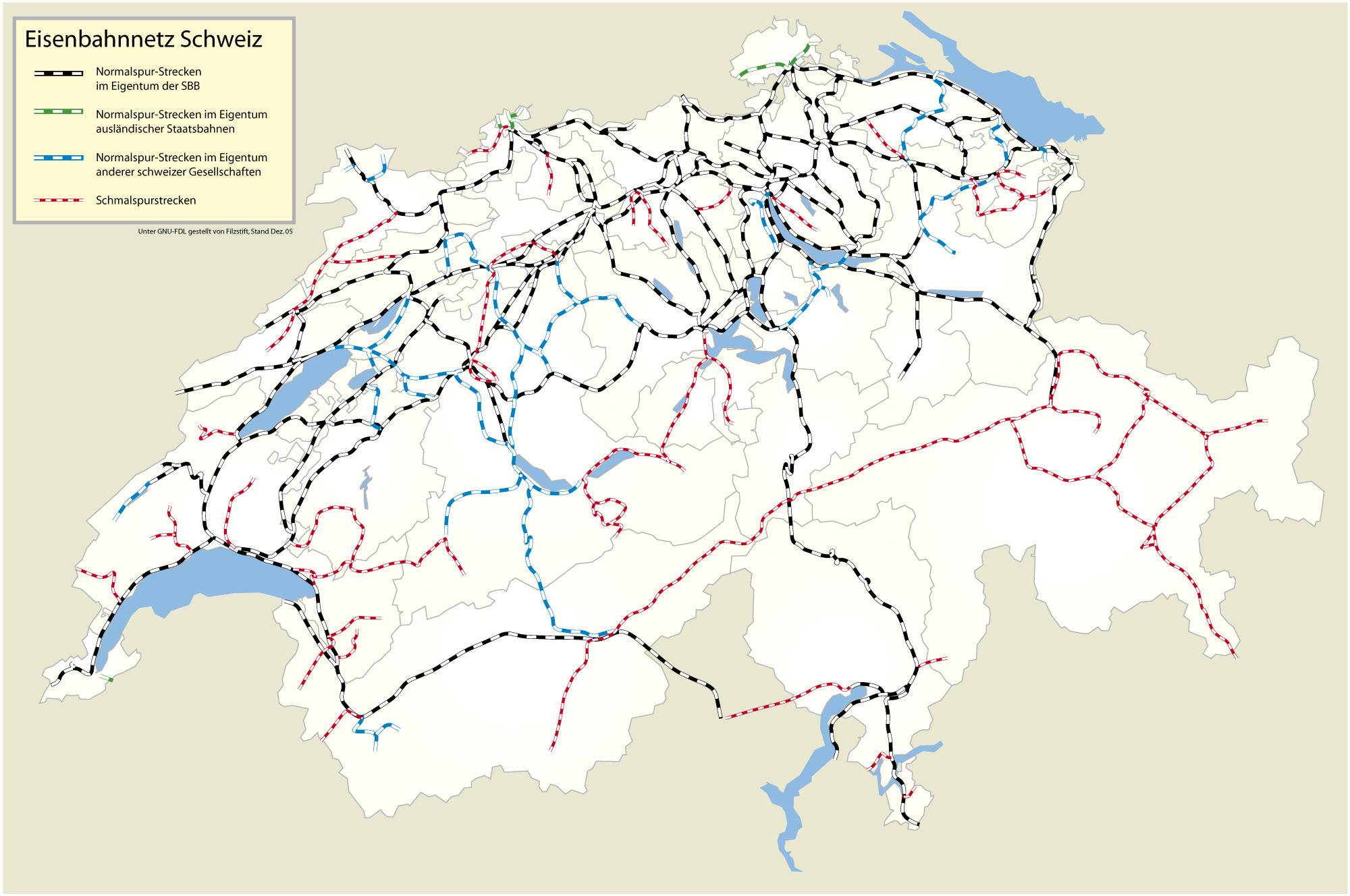
Sieć kolejowa w Szwajcarii, grudzień 2004

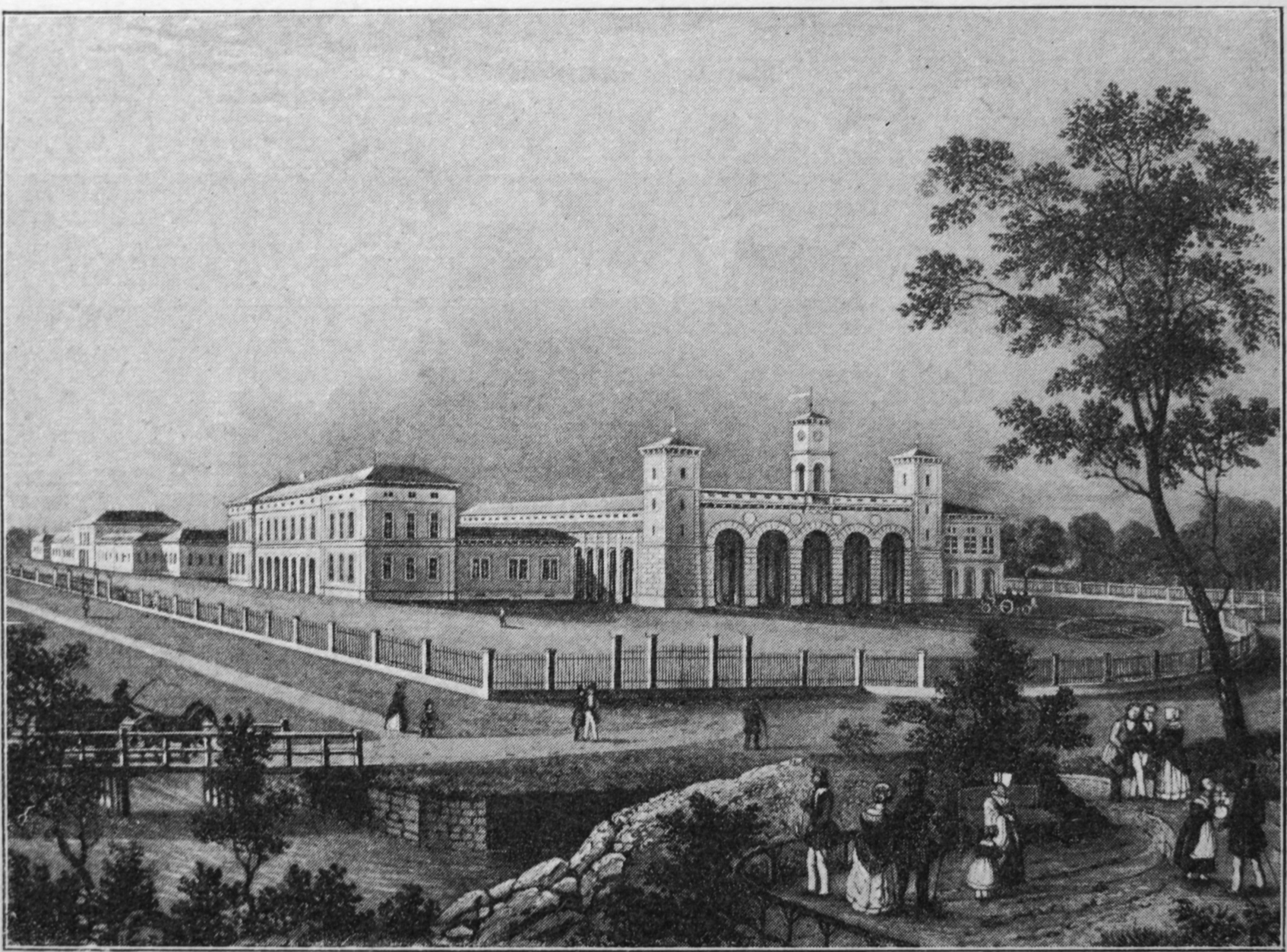
Zurych, pierwszy dworzec z 1847

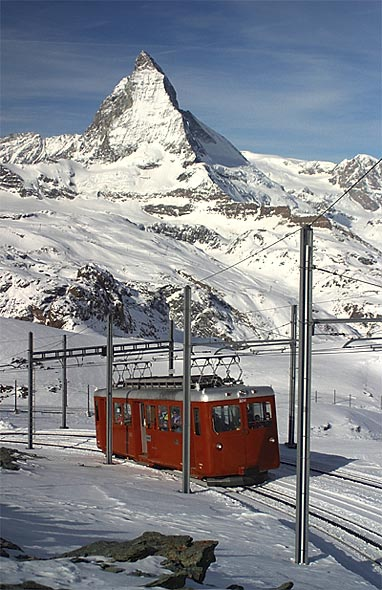
Gornergratbahn z l. 1892-98; Matterhorn w tle; zachowana elektryfikacja trójfazowa

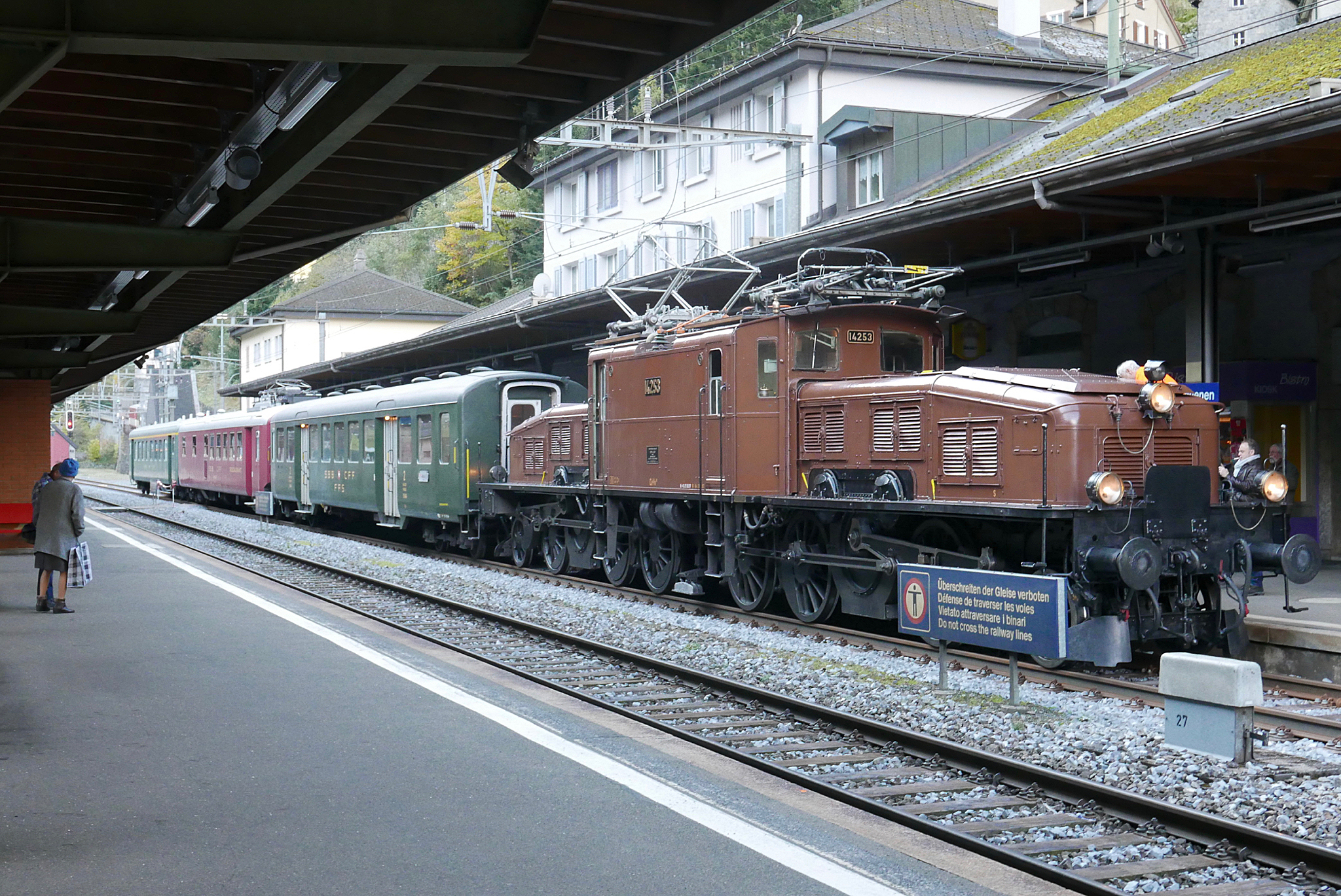
Elektrowóz „Krokodyl” (Ce 6/8 II) używany na Gotthardbahn od elektryfikacji w 1922

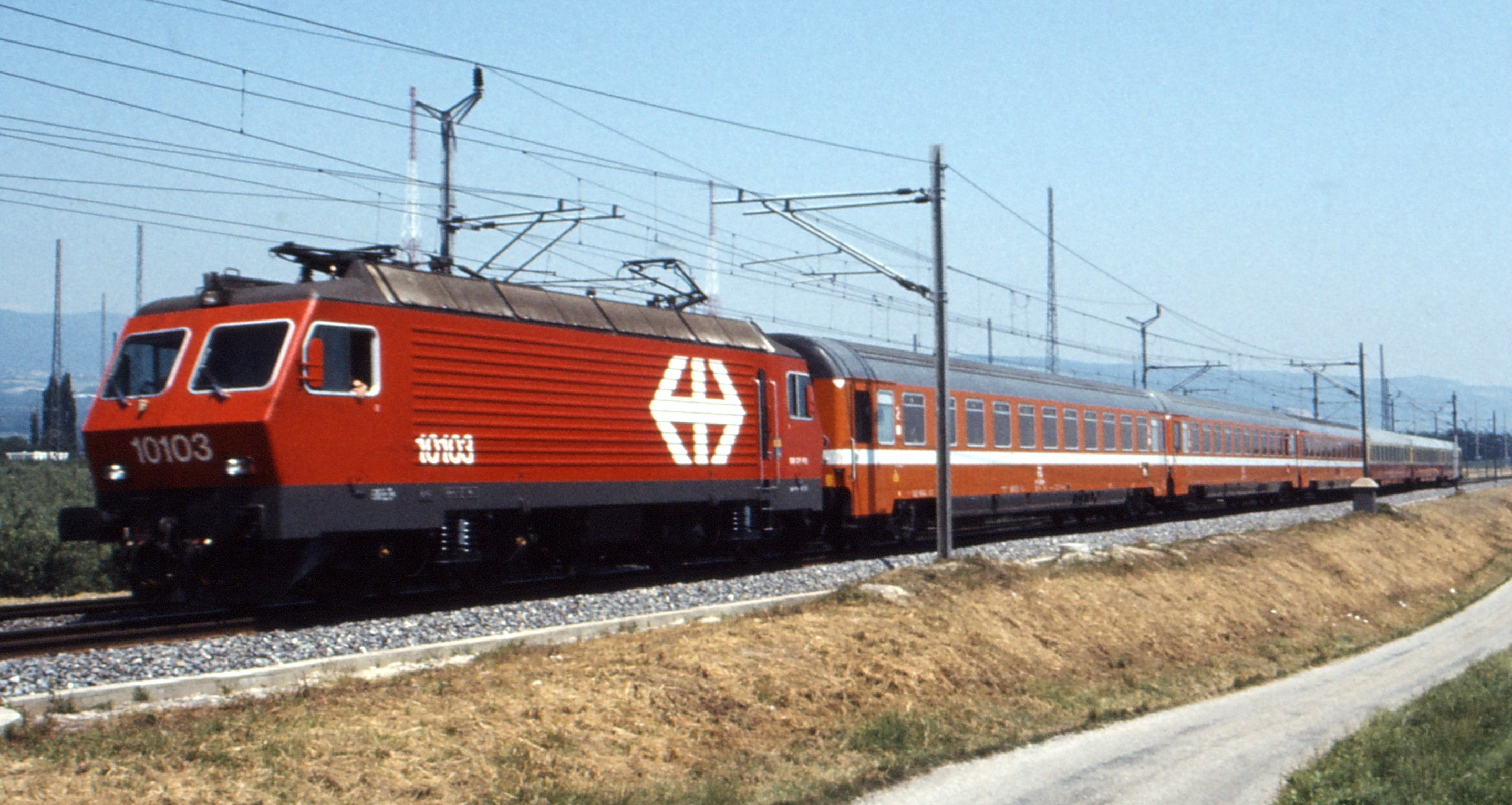
Elektrowóz SBB Re 4/4 IV wprowadzony w 1982

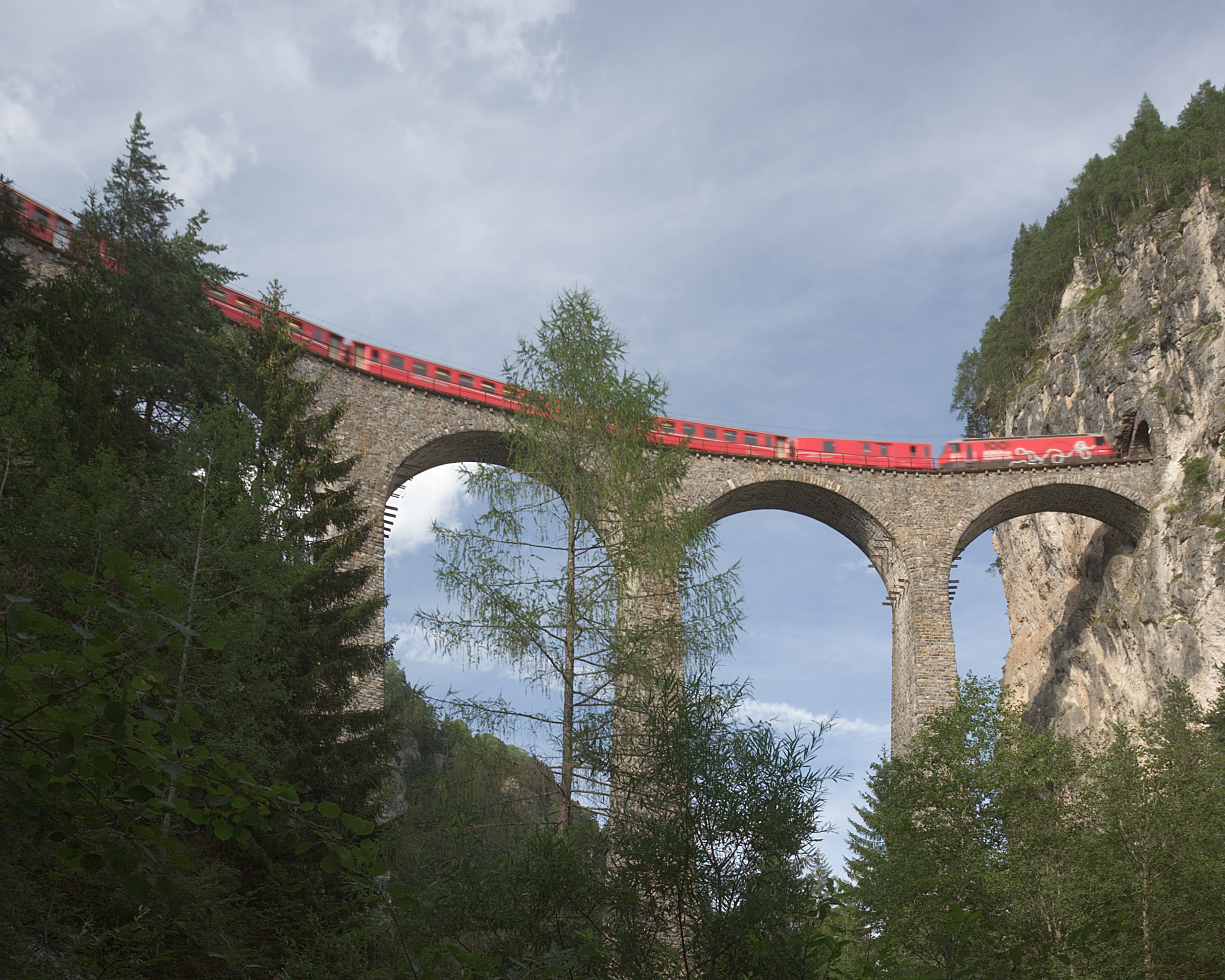
Gryzonia: Albulabahn, Landwasserviadukt, 1902

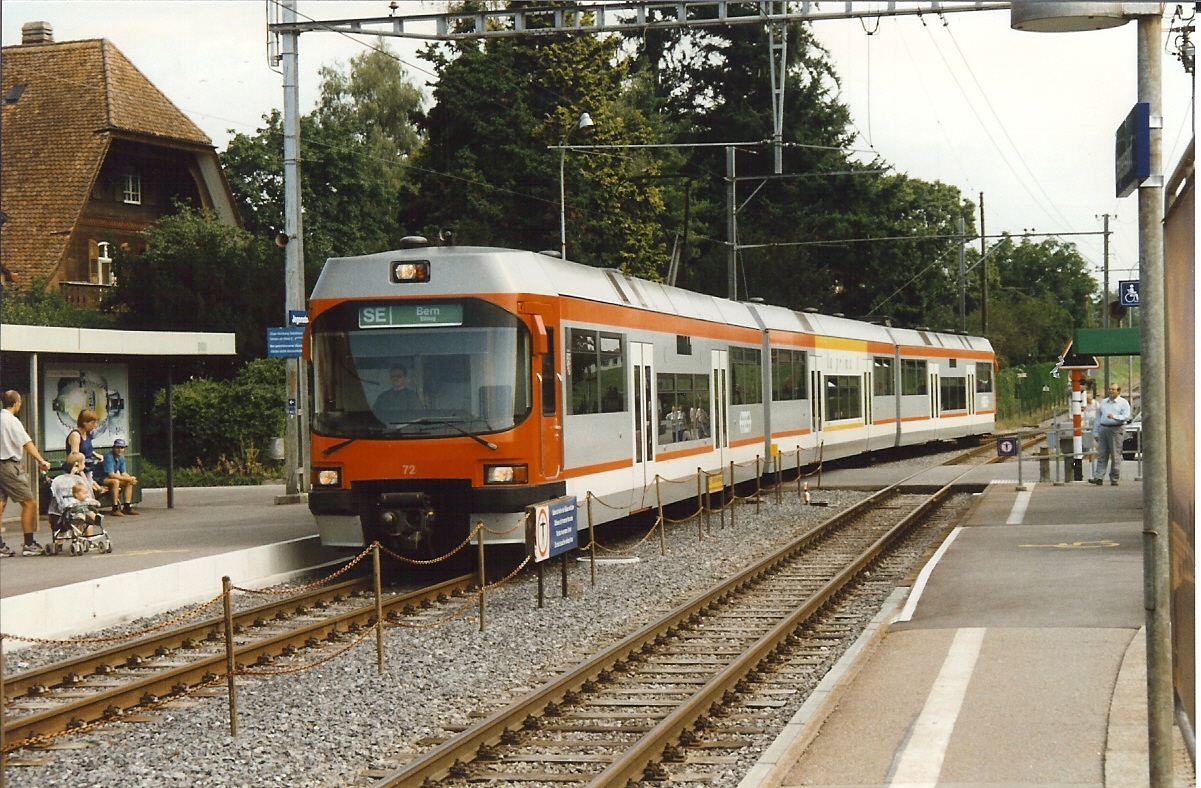
Pociąg wąskotorowej kolei RBS, na linii Solura – Berno, 1995

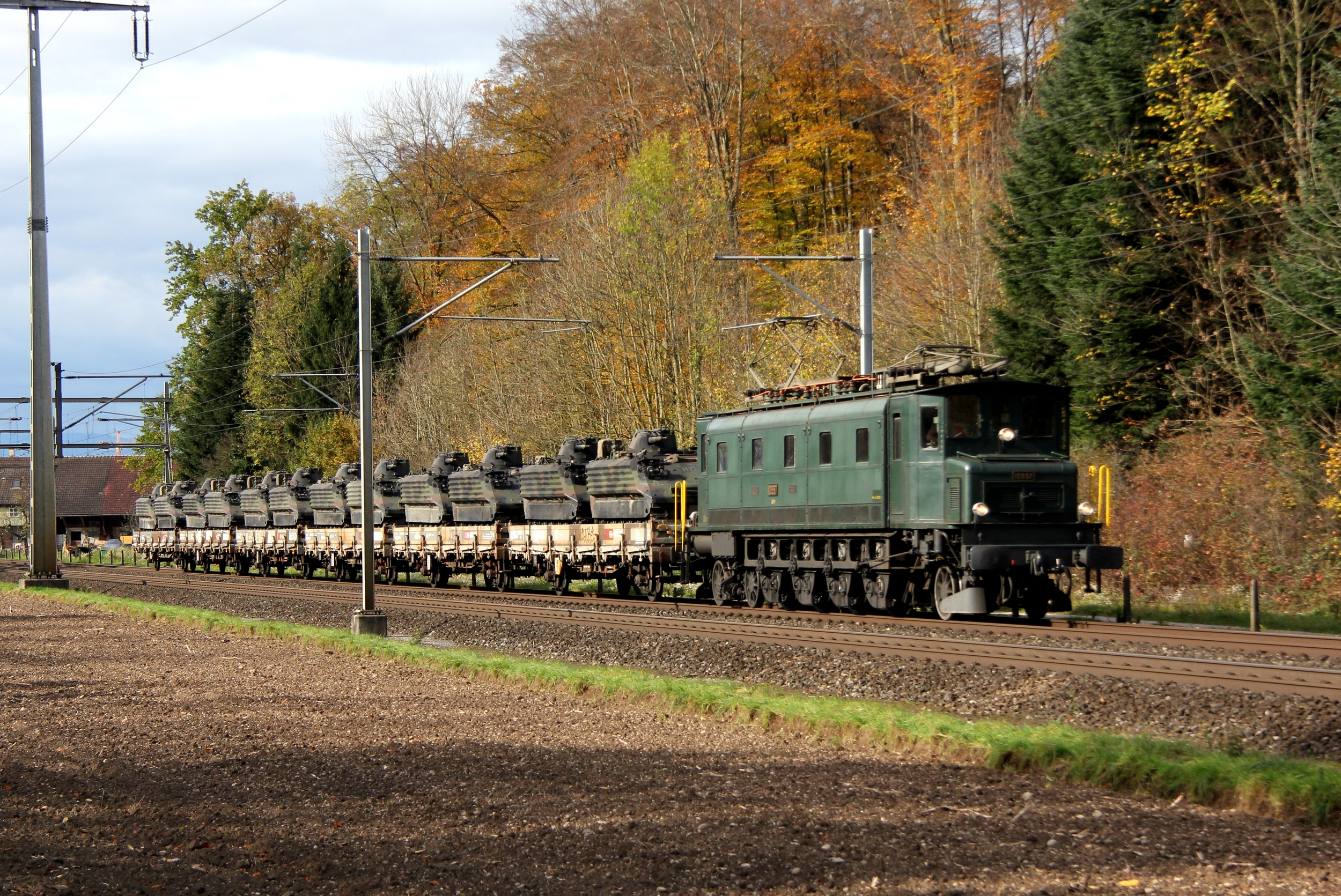
Transport pojazdów wojskowych M113 w Szwajcarii za pomocą przedwojennego elektrowozu Ae 4/7 w 2013

Kolej przeobraziła charakter gospodarczy Szwajcarii, która z kraju pasterskiego i rolniczego stała się krajem przemysłowym.

## Kalendarium
- 15 czerwca 1844 – pierwsza kolej parowa w kraju: linia Bazylea – St. Louis (Alzacja; CF de Strasbourg à Bâle), lokomotywa konstrukcji niemieckiej, wzorowana na rozwiązaniach Stephensona.
- 4 kwietnia 1847 – Schweizerische Nordbahn: otwarcie pierwszego odcinka Zurych – Baden; kolej, znana z dowożenia „hiszpańskich bułeczek” (Spanisch-Brötli-Bahn) na śniadaniowe stoły badeńskich kuracjuszy, dłuższy czas nie była gospodarczym sukcesem. Lokomotywa Limmat była produkcji Kesslersche Maschinenfabrik w Karlsruhe. W 1853 r. kolej przejęła Schweizerische Nordostbahn (NOB), która przedłużyła linię do Aarau, gdzie było połączenie ze Schweizerische Centralbahn (SCB).
- 1848, 1850 – ustawy federalne o budowie państwowej sieci kolejowej; towarzyszył im szkic sieci sporządzony przez Roberta Stephensona;
- do 1861 – SCB ukształtowała sieć łączącą kantony Bazylea, Lucerna, Argowia, Solura, Berno;
- 1861 – przejęcie przez Kanton Berno zbankrutowanej kolei prywatnej mającej połączyć Berno z Zurychem (przez Lucernę); utworzenie Bernische Staatsbahnen – pierwszej kolei państwowej w kraju;
- do 1870 – NOB połączyło siecią kolejową Zurych z najważniejszymi centrami Argowii, Szafuzy, Turgowii i Lucerny.

We wschodniej części kraju sieć kolejową między Jeziorem Bodeńskim i Gryzonią przejęła i zbudowała kolej Vereinigte Schweizerbahnen (VSB).
- 1862 – tramwaj konny w Genewie; 1881 w Bazylei; 1882 w Zurychu;
- 1871 – otwarcie pierwszej w Europie kolei zębatej: Rigibahn(inne języki) (kantony Lucerna i Schwyz);
- 1877 – otwarcie funikularu Lozanna – Ouchy, jednego z pierwszych w świecie; 1958 konwersja na kolej zębatą; w toku przebudowa na kolej ogumioną;
- 1 sierpnia 1882 – otwarcie kolei prywatnej Gotthardbahn z drugim tunelem transalpejskim (pierwszy był tunel kolejowy Fréjus między Sabaudią a Piemontem); 1922 elektryfikacja;
- 1888 – otwarcie tramwaju Vevey – Montreux – Chillon; pierwsza kolej elektryczna w kraju; pierwotnie zasilanie górne z rur stalowych, tor 1000 mm; zamkn. 1958;
- 1888 – otwarcie Bürgenstock-Bahn (kanton Nidwalden); pierwszy funikular z liną napędzaną elektrycznie i na jednym torze z mijanką pośrodku trasy; do 1914 r. w kraju powstało 40 funikularów oraz 13 linii kolei zębatych[2].
- 1889 – otwarcie parowej kolei Pilatusbahn na szczyt Pilatus, najbardziej stromej kolei zębatej na świecie; tor 800 mm; 1937 zelektryfikowana;
- 1889 – otwarcie Brünigbahn, tor metrowy z odcinkiem zębatym (kolej JS);
- 1889 – Rhätische Bahn/Viafier Retica (RhB; nazwa od 1895): otwarcie linii Landquart – Davos, tor metrowy; 1903 Albulabahn(inne języki) Chur – St. Moritz; 1912 kolej dociera do Disentis/Muster; 1913 do Scuol;
- 1889 – tramwaj parowy w Genewie;
- 1890 – tramwaj na sprężone powietrze w Bernie (używany do 1901);
- 1894 – tramwaj elektryczny w Zurychu i Genewie; 1895 w Bazylei; 1896 w Lozannie (zamkn. 1964); 1901 w Bernie;
- 1897–98 – otwarcie Gornergratbahn (kanton Wallis), pierwszej kolei zębatej zasilanej prądem trójfazowym ~550 V 40 Hz;
- 1899 – elektryfikacja trójfazowa linii Burgdorf – Thun (kanton Berno) ~750 V 40 Hz; uruchomienie funkcjonującej do dziś kolei linowo-terenowej we Fryburgu, unikatowej w skali Europy, gdyż jako przeciwwagi w wagonie jadącym na dół używa ścieków miejskich.
- 1902 – upaństwowienie NOS, VSB, SCB, połączenie zarządów i powstanie federalnego zarządu kolei Schweizerische Bundesbahnen (SBB) / Chemins de fer fédéraux suisses (CFF) / Ferrovie federali svizzere (FFS) (rząd federalny finansował pociągi na kolejach prywatnych od 1901 r.); 1903 włączenie do SBB Jura-Simplon-Bahn (z Brünigbahn), 1909 Gotthardbahn, 1913 CF Jura-Neuchâtelois, 1918 Tösstalbahn (z Wald-Rüti-Bahn), 1922 Seetalbahn, 1948 Uerikon-Bauma-Bahn;
- 1905 – Montreux-Oberland Bernois-Bahn / CF Montreux-Oberland Bernois: ukończenie linii Montreux – Zweisimmen; tor metrowy, częściowo zębata (okolice Montreux);
- 1905 – pierwszy szwajcarski elektrowóz MFO Lokomotive Nr. 1 (60 km/h)[3];
- 1905 – elektryfikacja próbna linii SBB Seebach-Wittingen (kanton Zurych) przez firmę Oerlikon; zdjęta 1907, ale doświadczenie zdecydowało o przyjęciu zasilania jednofazowego ~16⅔ Hz dla elektryfikacji sieci krajowej kolei szwajcarskich;
- 1906 – otwarcie tuneli Lötschberg (kolej BLS, elektryfikacja jednofazowa) i Simplon (JS, ukończony przez SBB, początkowo elektryfikacja trójfazowa);
- 1910 – ukończenie Berninabahn między Sankt Moritz i Tirano, tor metrowy; od 1944 w składzie RhB;
- 1912 – Jungfraubahn dociera na przełęcz Jungfraujoch 3454 m n.p.m.; tor metrowy, kolej zębata; zasilana prądem trójfazowym 1125 V 50 Hz;
- 1925 – Furka-Oberalp-Bahn (FO): otwarcie linii Brig-Glis – przełęcz Furka – Andermatt – przełęcz Oberalp – Disentis/Muster (kolej budowana od 1911); tor metrowy, częściowo zębata; obecnie Matterhorn Gotthard Bahn;
- do 1928 – połowa długości sieci SBB została zelektryfikowana;
- 1961 – wprowadzenie do ruchu luksusowego, szybkiego, elektrycznego zespołu trakcyjnego SBB RAe TEE II na trasy międzynarodowe[4]
- 1967 – koniec trakcji parowej na sieci SBB;
- 1980 – SBB: otwarcie linii doprowadzającej z dworcem Flughafen Zürich Kloten;
- 1982 – wprowadzenie podstawowego taktowania godzinnego na całej sieci;
- 1982 – podwyższenie prędkości na kolei szwajcarskiej do 160 km/h na jednej linii Simplon (Lozanna-Brig) obsługiwanej przez nowe elektrowozy SBB Re 4/4 IV[5]
- 1982 – FO: otwarcie „Furka-Basistunnel(inne języki)” dla udrożnienia zimą kolei Andermatt – Brig-Glis (dług. 15,35 km);
- 1987 – CFF: otwarcie linii doprowadzającej i dworca Genève-Aéroport;
- 1990 – SBB: otwarcie tunelu średnicowego dla S-Bahn w Zurychu;
- 1990–97 – rozbudowa i przebudowa Hauptbahnhof w Zurychu; budowa podziemnego centrum handlowego;
- 1991 – podwyższenie prędkości na kolei szwajcarskiej do 200 km/h przez nowe elektrowozy SBB Re 460
- 1991 – Lozanna: otwarcie linii tramwaju szybkiego TSOL (obecnie Métro 1);
- 1999 – RhB: otwarcie Vereinalinie między Klosters i Dolną Engadyną, z „Vereinatunnel” dług. 19 km;
- 1999 – SBB/FFS: rozpoczęcie budowy „Gotthard-Basistunnel”, najdłuższego na świecie (~57 km); przewidziane otwarcie 2016; tzw. linia NEAT („Neue Eisenbahn-Alpentransversale”);
- 2000 – wprowadzenie EZT z przechylnym pudłem typu ICN (na trasie St. Gallen – Winterthur – Zurych – Biel – Lozanna);
- 12 grudnia 2004 – ukończenie 1. etapu programu „Bahn 2000”, obejmującego wprowadzenie taktu półgodzinnego na sieci połączeń głównych miast kraju i otwarcie linii wysokich prędkości Berno – Olten[6];
- 2007 – otwarcie tunelu Lötschberg-Basistunnel, zbudowanego dla drugiej linii NEAT, jednego z dwóch głównych korytarzy transalpejskich w kraju.

## Ważniejsi producenci taboru
- SLM Winterthur – parowozy górskie
- Maschinenfabrik Oerlikon (Zurych) – elektrowozy, tramwaje; od 1967 weszła do Brown-Boveri; od 1988 do ABB
- Stadler Rail (Bussnang) – tabor elektryczny.